# Inez (Kentucky)
Inez település az Amerikai Egyesült Államok Kentucky államában, Martin megyében, melynek megyeszékhelye is. Lakosainak száma 546 fő (2020. április 1.).

## Népesség
A település népességének változása:

| 2010 | 717 |
| 2020 | 546 |